# Вулиця Ревуцького (Чернігів)
Вулиця Ревуцького — вулиця в Новозаводському районі міста Чернігів, місцевість Красний Хутір. Пролягає від вулиці Любецької (без автомобільного проїзду) до вулиці Івана Богуна.
Примикають вулиці Дружби, Андрія Мовчана (без автомобільного проїзду), Декабристів.

## Історія
Вулиця прокладена в 1950-ті роки.
Називалася вулиця Чорторийський Яр — через яр, де розташована вулиця, зі струмком Чорторийка.
1960 року вулиця отримала сучасну назву — на честь українського радянського композитора Лева Миколайовича Ревуцького.

## Забудова
Вулиця пролягає від Любецької (без автомобільного проїзду) у північно-східному напрямку, звивиста в плані: оскільки пролягає вздовж правого берега струмка Чорторийка. Потім між будинками №№ 9, 13, 15 проїжджа частина вулиці відсутня, де вулиця пролягає по яру струмка. Далі струмок та вулиця роблять поворот на схід, після примикання вулиці Декабристів струмок робить поворот на північ, а вулиця – на південний схід. Парна та непарна сторони вулиці зайняті садибною забудовою. Парний бік початку вулиці (до примикання вулиці Дружби) - без забудови, нумерація парної сторони починається після примикання вулиці Дружби.
Установи: немає.